# Cajamarca

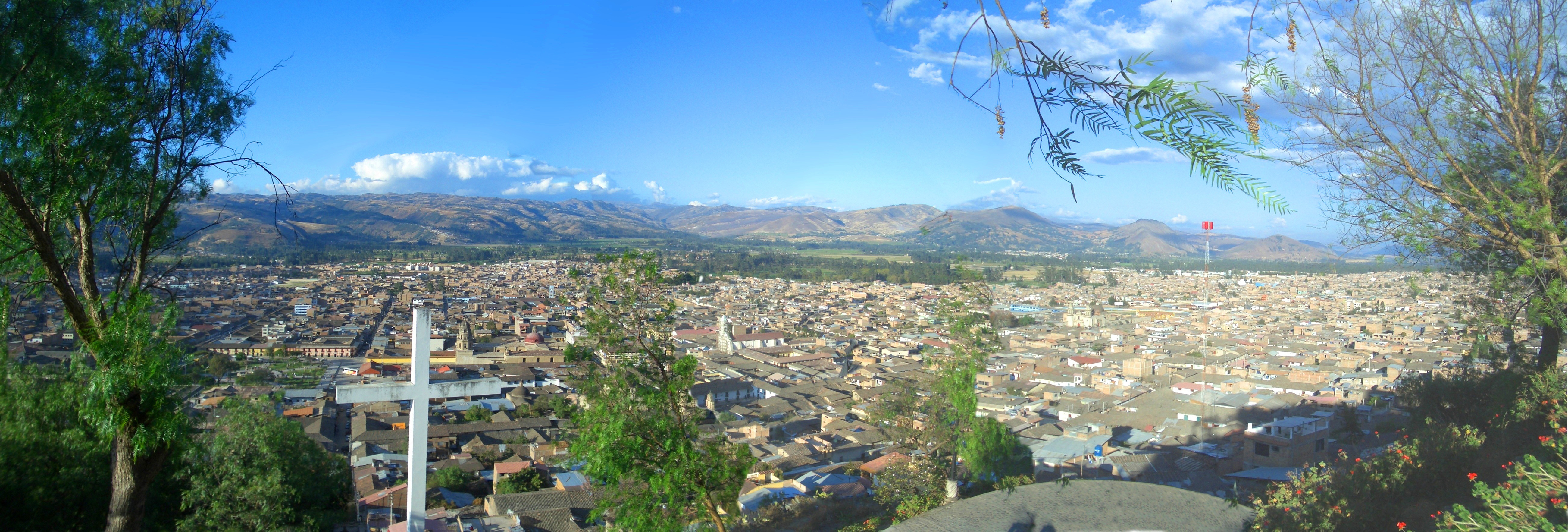
Cajamarca

Cajamarca este un oraș din Peru, capitala provinciei Cajamarca și capitala regiunii omonime Cajamarca.

## Personalități născute aici
- Carlos Castaneda (1925 - 1998), scriitor american.